# Olympische Sommerspiele 2020/Teilnehmer (Senegal)
| Gelbes Symbol für Goldmedaillen mit stilisierten Olympischen Ringen | Graues Symbol für Silbermedaillen mit stilisierten Olympischen Ringen | Braundes Symbol für Bronzemedaillen mit stilisierten Olympischen Ringen |
| ------------------------------------------------------------------- | --------------------------------------------------------------------- | ----------------------------------------------------------------------- |
| —                                                                   | —                                                                     | —                                                                       |

Senegal will an den Olympischen Spielen 2020 in Tokio teilnehmen. Es würde die insgesamt 15. Teilnahme an Olympischen Sommerspielen sein. Das Comité National Olympique et Sportif Sénégalais nominierte insgesamt neun Athleten in acht verschiedenen Sportarten. 

## Teilnehmer nach Sportarten

### Fechten
| Frauen              |              |          |      |               |               |               |               |               |               |               |               |    |
| Ndèye Binta Diongue | Degen Einzel | L. Sheng | 6:15 | ausgeschieden | ausgeschieden | ausgeschieden | ausgeschieden | ausgeschieden | ausgeschieden | ausgeschieden | ausgeschieden | 30 |

### Judo
| Athleten        | Wettbewerb  | 1. Runde | 1. Runde | 2. Runde | 2. Runde | Achtelfinale | Achtelfinale | Viertelfinale | Viertelfinale | Halbfinale / Trostrunde | Halbfinale / Trostrunde | Finale / Platz 3 | Finale / Platz 3 | Rang |
| Athleten        | Wettbewerb  | Gegner   | Ergebnis | Gegner   | Ergebnis | Gegner       | Ergebnis     | Gegner        | Ergebnis      | Gegner                  | Ergebnis                | Gegner           | Ergebnis         | Rang |
| --------------- | ----------- | -------- | -------- | -------- | -------- | ------------ | ------------ | ------------- | ------------- | ----------------------- | ----------------------- | ---------------- | ---------------- | ---- |
| Männer          |             |          |          |          |          |              |              |               |               |                         |                         |                  |                  |      |
| Mbagnick Ndiaye | über 100 kg | Freilos  | Freilos  | —        | —        | T. Baschajew | 0:10s1       | ausgeschieden | ausgeschieden | ausgeschieden           | ausgeschieden           | ausgeschieden    | ausgeschieden    | 9    |

### Kanu

#### Kanuslalom
| Athleten            | Wettbewerb | Vorlauf     | Vorlauf | Halbfinale    | Halbfinale    | Finale        | Finale        | Rang |
| Athleten            | Wettbewerb | Zeit        | Rang    | Zeit          | Rang          | Zeit          | Rang          | Rang |
| ------------------- | ---------- | ----------- | ------- | ------------- | ------------- | ------------- | ------------- | ---- |
| Männer              |            |             |         |               |               |               |               |      |
| Jean-Pierre Bourhis | C-1        | 1:50,93 min | 17      | ausgeschieden | ausgeschieden | ausgeschieden | ausgeschieden | 17   |

### Leichtathletik
Laufen und Gehen 
| Athleten             | Wettbewerb   | Runde 1 | Runde 1 | Halbfinale    | Halbfinale    | Finale        | Finale        | Rang          |
| Athleten             | Wettbewerb   | Zeit    | Rang    | Zeit          | Rang          | Zeit          | Rang          | Rang          |
| -------------------- | ------------ | ------- | ------- | ------------- | ------------- | ------------- | ------------- | ------------- |
| Männer               |              |         |         |               |               |               |               |               |
| Louis François Mendy | 110 m Hürden | 13,84 s | 7       | ausgeschieden | ausgeschieden | ausgeschieden | ausgeschieden | ausgeschieden |

### Ringen

#### Freier Stil
Legende: G = Gewonnen, V = Verloren, S = Schultersieg
| Athleten     | Wettbewerb       | Achtelfinale | Achtelfinale | Viertelfinale | Viertelfinale | Halbfinale    | Halbfinale    | Hoffnungsrunde Halbfinale | Hoffnungsrunde Halbfinale | Hoffnungsrunde Finale | Hoffnungsrunde Finale | Finale        | Finale        | Rang |
| Athleten     | Wettbewerb       | Gegner       | Ergebnis     | Gegner        | Ergebnis      | Gegner        | Ergebnis      | Gegner                    | Ergebnis                  | Gegner                | Ergebnis              | Gegner        | Ergebnis      | Rang |
| ------------ | ---------------- | ------------ | ------------ | ------------- | ------------- | ------------- | ------------- | ------------------------- | ------------------------- | --------------------- | --------------------- | ------------- | ------------- | ---- |
| Männer       |                  |              |              |               |               |               |               |                           |                           |                       |                       |               |               |      |
| Adama Diatta | Klasse bis 65 kg | H. Əliyev    | V 0:4        | ausgeschieden | ausgeschieden | ausgeschieden | ausgeschieden | D. Nijasbekow             | V 0:10                    | ausgeschieden         | ausgeschieden         | ausgeschieden | ausgeschieden | 16   |

### Schießen
| Athleten     | Wettbewerb | Qualifikation   | Qualifikation | Finale          | Finale        | Ringe/ Scheiben | Rang |
| Athleten     | Wettbewerb | Ringe/ Scheiben | Rang          | Ringe/ Scheiben | Rang          | Ringe/ Scheiben | Rang |
| ------------ | ---------- | --------------- | ------------- | --------------- | ------------- | --------------- | ---- |
| Frauen       |            |                 |               |                 |               |                 |      |
| Chiara Costa | Skeet      | 108             | 28            | ausgeschieden   | ausgeschieden | 108             | 28   |

### Schwimmen
| Athleten        | Wettbewerb          | Vorlauf | Vorlauf | Halbfinale    | Halbfinale    | Finale        | Finale        | Rang |
| Athleten        | Wettbewerb          | Zeit    | Rang    | Zeit          | Rang          | Zeit          | Rang          | Rang |
| --------------- | ------------------- | ------- | ------- | ------------- | ------------- | ------------- | ------------- | ---- |
| Frauen          |                     |         |         |               |               |               |               |      |
| Jeanne Boutbien | 100 m Freistil      | 59,27 s | 46      | ausgeschieden | ausgeschieden | ausgeschieden | ausgeschieden | 46   |
| Männer          |                     |         |         |               |               |               |               |      |
| Steven Aimable  | 100 m Schmetterling | 53,64 s | 49      | ausgeschieden | ausgeschieden | ausgeschieden | ausgeschieden | 49   |

### Tischtennis
| Athleten      | Wettbewerb | 1. Runde             | 1. Runde | 2. Runde      | 2. Runde      | 3. Runde      | 3. Runde      | Achtelfinale  | Achtelfinale  | Viertelfinale | Viertelfinale | Halbfinale    | Halbfinale    | Finale/Platz 3 | Finale/Platz 3 | Rang  |
| Athleten      | Wettbewerb | Gegner               | Erg.     | Gegner        | Erg.          | Gegner        | Erg.          | Gegner        | Erg.          | Gegner        | Erg.          | Gegner        | Erg.          | Gegner         | Erg.           | Rang  |
| ------------- | ---------- | -------------------- | -------- | ------------- | ------------- | ------------- | ------------- | ------------- | ------------- | ------------- | ------------- | ------------- | ------------- | -------------- | -------------- | ----- |
| Männer        |            |                      |          |               |               |               |               |               |               |               |               |               |               |                |                |       |
| Ibrahima Diaw | Einzel     | Chew Zhe Yu Clarence | 2:4      | ausgeschieden | ausgeschieden | ausgeschieden | ausgeschieden | ausgeschieden | ausgeschieden | ausgeschieden | ausgeschieden | ausgeschieden | ausgeschieden | ausgeschieden  | ausgeschieden  | 49–64 |